# Choluteca (ville)
 (mai 2024).
Si vous disposez d'ouvrages ou d'articles de référence ou si vous connaissez des sites web de qualité traitant du thème abordé ici, merci de compléter l'article en donnant les références utiles à sa vérifiabilité et en les liant à la section « Notes et références ».
Pour les articles homonymes, voir Choluteca.
Choluteca est la principale ville de la région sud du Honduras, dénommée officiellement Ciudade de Choluteca et surnommée la Sultana del Sur en raison de son patrimoine historique d'origine hispanique.

## Description
La ville est arrosée par le Río Choluteca auquel elle doit son nom et qui est enjambé par un haut pont suspendu ; ce fleuve originaire du Honduras se jette dans l'océan Pacifique, plus précisément dans le Golfe de Fonseca.

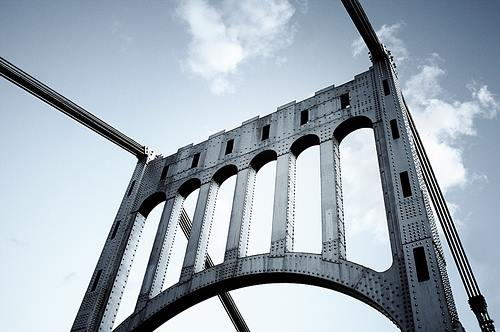
Pont suspendu sur le Río Choluteca qui a donné son nom à la ville.

Située à 133 kilomètres au sud de Tegucigalpa, la capitale du Honduras, elle est desservie avec profit par la Route panaméricaine, grande artère de communication qui a beaucoup contribué à son essor urbain.
Cette municipalité, forte de 168 898 habitants en 2020 — dont près de 112 000 dans la ville-centre —, ce qui la place au 8è rang en Honduras, est le chef-lieu du département du même nom et au cœur du cinquième pôle économique du pays.

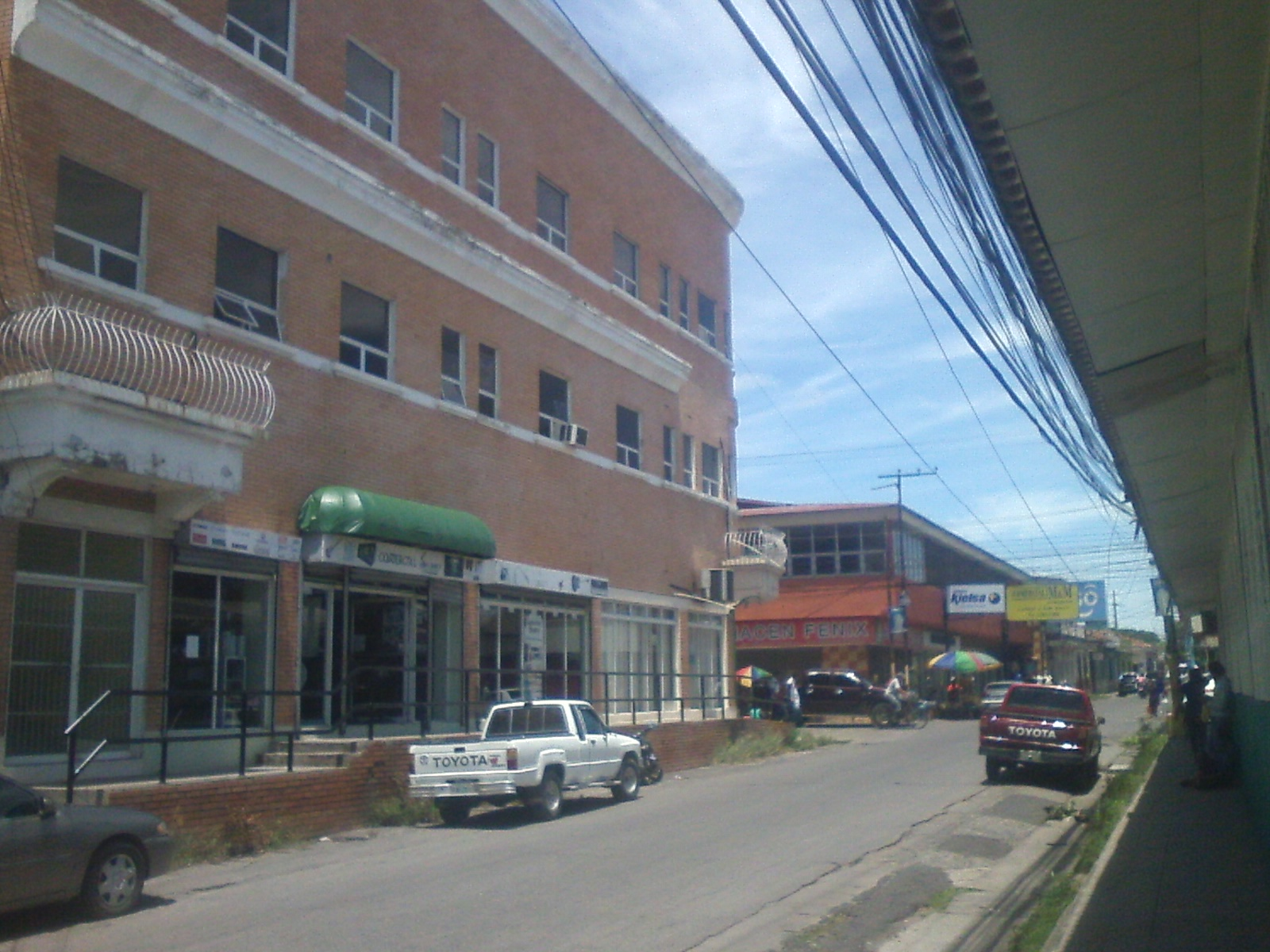
Centre de la ville de Choluteca.

## Personnalités liées à la ville
- Dionisio Herrera, Président du Congrès national et vice-président du Honduras ;
- José Cecilio del Valle, homme politique et figure de l'Acte d'indépendance ;
- José Alberto Mantilla Bardales (1991-), peintre hondurien ;
- Dania Prince, Miss Terre 2003.